# マイスール・ジャンクション-MGRチェンナイ・セントラル・ヴァンデ・バーラト急行
マイスール・ジャンクション-MGRチェンナイ・セントラル・ヴァンデ・バーラト急行（英語: Mysuru Junction–MGR Chennai Central Vande Bharat Express）は、インドの長距離電車急行列車であるヴァンデ・バーラト急行の1つ。大都市・チェンナイとマイスール（旧称：マイソール）を結ぶ。

## 概要
2024年3月12日に運行が承認され、3月14日から営業運転を開始した、46番目となるヴァンデ・バーラト急行。ただしマイスールにおける車両修繕施設の建設の都合上、4月4日まではチェンナイ中央駅とベンガルールのサー・モークシャグンダム・ヴィシュヴェーシュヴァライヤ・ターミナル駅の間で運行され、チェンナイ中央駅 - マイソール・ジャンクション駅への運行は4月5日からとなった。これにより、同区間を走るヴァンデ・バーラト急行はMGRチェンナイ・セントラル-マイスール・ヴァンデ・バーラト急行と合わせて2往復となる。営業運転は水曜日を除く週6日行われており、使用される電車は8両編成である。